# Walter Baseggio
Walter Baseggio (ur. 19 sierpnia 1978 w Clabecq) – belgijski piłkarz występujący na pozycji środkowego pomocnika. Jego rodzice pochodzą z Włoch – matka urodziła się w Neapolu, a ojciec w Treviso.

## Kariera klubowa
Walter Baseggio zawodową karierę rozpoczynał w Anderlechcie. Zadebiutował w nim w wieku 17 lat w spotkaniu ze Standardem Liège zdobył wówczas swoją pierwszą bramkę. O miejsce w składzie Belg rywalizował między innymi ze Szwedem Pärem Zetterbergiem i swoim rodakiem Enzo Scifo. Baseggio wywalczył sobie jednak miejsce w podstawowym składzie Anderlechtu i występował w nim przez niemal kolejne 10 lat. W Eerste Klasse rozegrał 279 meczów i strzelił 49 goli. Razem z ekipą „Fiołków” regularnie występował w rozgrywkach Ligi Mistrzów, jednak nie odnosił w nich żadnych sukcesów. W krajowych rozgrywkach miał natomiast wiele osiągnięć – 3 razy zdobył mistrzostwo Belgii, 1 raz Puchar Ligi Belgijskiej i 2 razy Superpuchar Belgii. W sezonach 1998/1999 i 1999/2000 Baseggio był wybierany najlepszym belgijskim zawodnikiem młodego pokolenia. W rozgrywkach 2000/2001 okazał się natomiast najlepszym piłkarzem w gronie seniorów.
Na początku 2006 Baseggio przeniósł się do włoskiego Treviso. W Serie A zadebiutował 18 stycznia w przegranym 0:1 meczu z Interem Mediolan. Treviso w tabeli pierwszej ligi zajęło ostatnie miejsce i spadło do Serie B. Belgijski piłkarz pozostał w klubie na rundę jesienną sezonu 2006/2007. W zimowym okienku transferowym powrócił do Anderlechtu, z którym zdobył czwarte w karierze mistrzostwo Belgii. 29 stycznia 2008 Baseggio podpisał dwuletni kontrakt z Excelsiorem Mouscron. Po wygaśnięciu umowy Belg odszedł za darmo do drugoligowego Tubize i spędził tam sezon 2010/2011. Następnie grał w zespołach Patro Lensois oraz ÉS Brainoise z niższych lig rozgrywkowych.

## Kariera reprezentacyjna
W reprezentacji Belgii Baseggio zadebiutował w 27 marca 1999 w przegranym 0:1 spotkaniu z Bułgarią. Swojego jedynego gola dla drużyny narodowej zdobył 28 lutego 2001 w wygranym 10:1 meczu przeciwko San Marino. Po raz ostatni w kadrze Baseggio zagrał 9 lutego 2005 podczas przegranego 0:4 pojedynku z Egiptem. Dla reprezentacji swojego kraju zaliczył łącznie 27 występów.

## Sukcesy
RSC Anderlecht
Mistrzostwo Belgii: 1999/2000, 2000/2001, 2003/2004, 2006/2007
Puchar Ligi Belgijskiej: 1999/2000
Superpuchar Belgii: 2000, 2001